# Болезнь Канаван
Болезнь Ка́наван (англ. Canavan disease), также известная как болезнь Канаван — ван Богерта, спонгиозная младенческая дегенерация, спонгиозная дегенерация белого вещества мозга, болезнь Кэнэвэн — ван-Богарта — Бертрана, дегенерация ЦНС губчатая, — наследственное заболевание, характеризующееся прогрессирующим поражением нервных клеток мозга. Принадлежит к группе генетически обусловленных лейкодистрофий. При лейкодистрофии происходит разрушение миелиновой оболочки нервных волокон. Болезнь наиболее распространена среди евреев-ашкеназов.
Впервые описана в 1931 году американским нейропатологом Миртел Мэй Кэнэвэн (англ. Myrtelle May Canavan, 1879—1953), которая опубликовала патологическую картину заболевания у шестнадцатимесячного ребёнка.

## Причина
Развитие болезни Канаван обусловлено дефектом гена ASPA, находящегося на коротком плече 17-й хромосомы (локус 17p13.2) и ответственного за синтез фермента аспартоацилазы, который обеспечивает деградацию токсичного N-ацетиласпартата. Это ведёт к нарушению образования миелиновой оболочки нервных волокон мозга.

## Симптомы
Симптомы болезни Канаван обычно появляются у детей в возрасте от 3 до 6 месяцев и включают задержку развития ребёнка, увеличение головы (макроцефалию), потерю тонуса мышц (гипотонию), серьёзные проблемы с кормлением, судороги, гиперкинез, симптомы поражения черепных нервов, адинамию.

## Прогноз
По мере развития заболевания появляются конвульсии (припадки), поражение нервов глаз, что часто становится причиной слепоты, изжога, трудности при глотании, постоянное попёрхивание. Большинство детей умирают, не достигнув 10 лет. Общая мировая статистика говорит о том, что максимальная продолжительность жизни составляет 15-18 лет.

## Диагностика
Диагноз болезни Канаван устанавливается при обнаружении в моче N-ацетил-аспарагиновой кислоты при помощи анализа на кислотность. Если оба родителя являются носителями гена болезни Канаван, то необходимо провести предродовую диагностику с помощью биопсии ворсин хориона и/или амниоцентеза с тестированием ДНК. Повышенное содержание кислоты также является признаком того, что плод поражён болезнью.